# کودسته
کودسته (به لاتین: Kodeste) یک منطقهٔ مسکونی در استونی است که در شهرستان هیو واقع شده‌است.